# Barnstable
Barnstable je město ve Spojených státech amerických. Nachází se v okrese Barnstable County, jehož je hlavním sídlem, ve státě Massachusetts. Ve městě žije přibližně 49 tisíc obyvatel a jeho rozloha činí 197,7 km². Leží na poloostrově Cape Cod v jihovýchodní části státu. Nachází se zde městská čtvrť Hyannis a letiště Letiště Cape Cod Gateway (které slouží jako uzlové letiště poloostrova Cape Cod, a ostrovů Martha's Vineyard a Nantucket). 
Město bylo založeno roku 1637 a svůj název nese po městě Barnstaple ve Velké Británii. Panuje zde vlhké kontinentální podnebí, typicky zde rostou duby a borovice. V roce 2000 tvořili 92 % obyvatel běloši, 3 % Afroameričané, 2 % Hispánci a 1 % Asiaté. Asi 24 % obyvatel bylo irského původu, 13 % britského a 9 % italského.

## Rodáci
- Andy Hallett (1975–2009) – americký herec (1975-2009)

## Partnerská města
- Barnstaple, Spojené království